# Fianoniella polita
Fianoniella polita là một loài tò vò trong họ Ichneumonidae.